# Lajos Balthazár
Lajos Balthazár (* 30. Juni 1921 in Budapest; † 1. Februar 1995 ebenda) war ein ungarischer Degenfechter.

## Erfolge
Lajos Balthazár wurde 1957 in Paris und 1958 in Philadelphia mit der Mannschaft Vizeweltmeister, zudem belegte er mit ihr 1955 in Rom den Bronzerang. Dreimal nahm er an Olympischen Spielen teil: 1948 in London und 1952 in Helsinki belegte er mit der Mannschaft jeweils den fünften Platz. Bei den Olympischen Spielen 1956 in Melbourne beendete er die Einzelkonkurrenz ebenfalls auf dem fünften Rang. Mit der ungarischen Equipe erreichte er ebenso erstmals die Finalrunde, die auf dem zweiten Platz hinter Italien abgeschlossen wurde. Gemeinsam mit Barnabás Berzsenyi, József Marosi, Ambrus Nagy, Béla Rerrich und József Sákovics erhielt Balthazár somit die Silbermedaille. Viermal wurde er ungarischer Meister mit der Mannschaft.